# ジェームズ・マカティー
ジェームズ・マカティー（James McAtee, 2002年10月18日 - ）は、イングランド・サルフォード出身のプロサッカー選手。ノッティンガム・フォレストFC所属。イングランドU-21代表。ポジションはミッドフィールダー。

## 経歴

### クラブ
2013年にマンチェスター・シティ EDSに加入。2019年10月29日にEFLトロフィーでEDSでの初出場。2020年11月にはFAユースカップ決勝でルーク・ムベテ＝タブ、モーガン・ロジャーズとともに得点をあげて3-2でチェルシーを破りタイトル獲得に貢献した。2020-21シーズンに23試合8得点9アシストの記録を残し優勝に貢献した。
2021年9月21日のEFLカップ・ウィコム・ワンダラーズ戦でジョシュ・ウィルソン＝エスブランドに代わって途中出場し、トップチーム初出場。同年11月21日、第12節エヴァートン戦で後半42分にコール・パーマーと交代で投入され、プレミアリーグデビュー。
2022年8月4日、シェフィールド・ユナイテッドにローンで加入した。
2023-24シーズンはマンチェスター・シティに復帰したが、2023年9月1日、再びシェフィールド・ユナイテッドにローン移籍。
2025年8月16日、ノッティンガム・フォレストFCに完全移籍し、5年契約を結んだ。BBCスポーツによれば移籍金は約3000万ポンドと推定されている。

### 代表
2019年からイングランドの世代別代表に選出され、11月16日のU-17ノルウェー代表との親善試合で2得点を挙げた。
2022年6月、UEFA U-21欧州選手権予選に臨むU-21イングランド代表に初招集され、6月10日のコソボ戦でU-21代表デビュー。
2025年大会ではチームのキャプテンとして全6試合に出場し、1ゴール2アシストを記録し優勝に貢献。大会のベストイレヴンにも選出された。

## 人物
兄のジョンもサッカー選手である。

## 個人成績
| 国内大会個人成績 | 国内大会個人成績  | 国内大会個人成績 | 国内大会個人成績   | 国内大会個人成績 | 国内大会個人成績 | 国内大会個人成績 | 国内大会個人成績 | 国内大会個人成績 | 国内大会個人成績 | 国内大会個人成績 | 国内大会個人成績 |
| 年度             | クラブ            | 背番号           | リーグ             | リーグ戦         | リーグ戦         | リーグ杯         | リーグ杯         | オープン杯       | オープン杯       | 期間通算         | 期間通算         |
| 年度             | クラブ            | 背番号           | リーグ             | 出場             | 得点             | 出場             | 得点             | 出場             | 得点             | 出場             | 得点             |
| イングランド     | イングランド      | イングランド     | イングランド       | リーグ戦         | リーグ戦         | FLカップ         | FLカップ         | FAカップ         | FAカップ         | 期間通算         | 期間通算         |
| ---------------- | ----------------- | ---------------- | ------------------ | ---------------- | ---------------- | ---------------- | ---------------- | ---------------- | ---------------- | ---------------- | ---------------- |
| 2021-22          | マンチェスター・C | 87               | プレミアリーグ     | 2                | 0                | 1                | 0                | 2                | 0                | 5                | 0                |
| 2022-23          | シェフィールド・U | 28               | チャンピオンシップ | 37               | 9                | 1                | 0                | 5                | 0                | 43               | 9                |
| 2023-24          | マンチェスター・C | 87               | プレミアリーグ     | 1                | 0                | -                | -                | -                | -                | 1                | 0                |
| 2023-24          | シェフィールド・U | 28               | プレミアリーグ     | 30               | 3                | 0                | 0                | 2                | 0                | 32               | 5                |
| 2024-25          | マンチェスター・C | 87               | プレミアリーグ     | 15               | 3                | 2                | 0                | 4                | 3                | 21               | 6                |
| 通算             | イングランド      | イングランド     | プレミアリーグ     | 48               | 6                | 3                | 0                | 8                | 3                | 59               | 11               |
| 通算             | イングランド      | イングランド     | チャンピオンシップ | 37               | 9                | 1                | 0                | 5                | 0                | 43               | 9                |
| 総通算           | 総通算            | 総通算           | 総通算             | 85               | 15               | 4                | 0                | 13               | 3                | 102              | 20               |

## タイトル

### クラブ
マンチェスター・シティ
- UEFAスーパーカップ（2023）
- FAコミュニティ・シールド（2024）

### 代表
U-21イングランド代表
- UEFA U-21欧州選手権（2025）[17]

### 個人
- UEFA U-21欧州選手権 ベストイレヴン（2025）[18]